# Discografia de Bruno & Marrone
A discografia da dupla sertaneja Bruno & Marrone contém 13 álbuns de estúdio e 11 álbuns ao vivo (um deles gravado em espanhol, e outro em parceria com a dupla Chitãozinho & Xororó). Com mais de 30 anos de carreira, já venderam milhões de discos e tiveram 20 singles que alcançaram o topo das paradas de sucesso no Brasil, sendo que três delas ganharam premiações como discos de ouro, platina e platina triplo pela ABPD.

## Álbuns

### Álbuns de estúdio
| Ano  | Título                    | Detalhes                                                                       | Certificações     | Vendas certificadas |
| ---- | ------------------------- | ------------------------------------------------------------------------------ | ----------------- | ------------------- |
| 1994 | Bruno & Marrone - Vol. 1  | - Lançamento: 1994 - Formato: LP, CD, download digital - Gravadora: Chantecler |                   |                     |
| 1995 | Bruno & Marrone - Vol. 2  | - Lançamento: 1995 - Formato: LP, CD, download digital - Gravadora: Chantecler |                   |                     |
| 1997 | Acorrentado em Você       | - Lançamento: 1997 - Formato: CD, download digital - Gravadora: Chantecler     |                   |                     |
| 1998 | Viagem                    | - Lançamento: 1998 - Formato: CD, download digital - Gravadora: Chantecler     |                   |                     |
| 1999 | Cilada de Amor            | - Lançamento: 1999 - Formato: CD, download digital - Gravadora: Abril Music    | - : PMB: Ouro     | - : 100,000         |
| 2000 | Paixão Demais             | - Lançamento: 2000 - Formato: CD, download digital - Gravadora: Abril Music    | - : PMB: Ouro     | - : 100,000         |
| 2000 | Acústico Bruno & Marrone  | - Lançamento: 2000 - Formato: CD, download digital - Gravadora: Abril Music    | - PMB: 2× Platina | - : 500,000         |
| 2002 | Minha Vida, Minha Música  | - Lançamento: 2002 - Formato: CD, download digital - Gravadora: Abril Music    |                   |                     |
| 2002 | Sonhos, Planos, Fantasias | - Lançamento: 2002 - Formato: CD, download digital - Gravadora: Abril Music    | - PMB: Ouro       | - : 100,000         |
| 2003 | Inevitável                | - Lançamento: 2003 - Formato: CD, download digital - Gravadora: BMG            | - PMB: Diamante   | - : 1,000,000       |
| 2005 | Meu Presente É Você       | - Lançamento: 2005 - Formato: CD, download digital - Gravadora: Sony BMG       | - PMB: Diamante   | - : 1,000,000       |
| 2010 | Sonhando                  | - Lançamento: 2010 - Formato: CD, download digital - Gravadora: Sony Music     |                   |                     |
| 2011 | Juras de Amor             | - Lançamento: 2011 - Formato: CD, download digital - Gravadora: Sony Music     |                   |                     |

### Álbuns ao vivo
| Ano  | Título                              | Detalhes                                                                                 | Certificações                                   | Vendas certificadas            |
| ---- | ----------------------------------- | ---------------------------------------------------------------------------------------- | ----------------------------------------------- | ------------------------------ |
| 2001 | Acústico ao Vivo                    | - Lançamento: 2001 - Formato: CD, DVD, download digital - Gravadora: Abril Music         | - PMB: Diamante - : PMB: Platina (DVD)          | - : 1,000,000 - : 50,000 (DVD) |
| 2004 | Bruno & Marrone ao Vivo             | - Lançamento: 2004 - Formato: CD, DVD, download digital - Gravadora: BMG                 | - PMB: Diamante - PMB: Diamante (DVD)           | - : 1,000,000 - 100,000 (DVD)  |
| 2006 | Ao Vivo em Goiânia                  | - Lançamento: 2006 - Formato: CD, DVD, download digital - Gravadora: Sony BMG            | - PMB: 2× Platina - PMB: 2× Platina (DVD)       | - : 250,000 - : 100,000 (DVD)  |
| 2007 | Acústico II - Bruno & Marrone       | - Lançamento: 2007 - Formato: CD, DVD, download digital - Gravadora: Sony BMG            | - PMB: Platina - PMB: Platina (DVD)             | - : 125,000 - : 50,000 (DVD)   |
| 2009 | De Volta aos Bares                  | - Lançamento: 2009 - Formato: CD, DVD, blu-ray, download digital - Gravadora: Sony Music | - PMB: Platina - PMB: Platina (DVD)             | - : 125,000 - : 50,000 (DVD)   |
| 2012 | Pela Porta da Frente                | - Lançamento: 2012 - Formato: CD, DVD, blu-ray, download digital - Gravadora: Sony Music | - PMB: Ouro                                     | - : 25,000 (DVD)               |
| 2014 | Agora ao Vivo                       | - Lançamento: 2014 - Formato: CD, DVD, download digital - Gravadora: Sony Music          |                                                 |                                |
| 2016 | Clássico (com Chitãozinho & Xororó) | - Lançamento: 2016 - Formato: CD, DVD, download digital - Gravadora: Universal Music     | - PMB: Platina - PMB: Platina (Edição especial) | - : 80,000 - : 80,000          |
| 2017 | Ensaio                              | - Lançamento: 2017 - Formato: CD, DVD, download digital - Gravadora: Universal Music     | - PMB: 2× Platina                               | - : 160,000                    |
| 2019 | La Pelicula (em espanhol)           | - Lançamento: 2019 - Formato: Download digital - Gravadora: Universal Music              |                                                 |                                |
| 2019 | Studio Bar                          | - Lançamento: 2019 - Formato: CD, DVD, download digital - Gravadora: Universal Music     | - PMB: Platina                                  | - : 80,000                     |

## Singles
| Ano  | Single                                      | Álbum                         |
| ---- | ------------------------------------------- | ----------------------------- |
| 1994 | "Dormi na Praça"                            | Volume 1                      |
| 1995 | "Favo de Mel"                               | Volume 2                      |
| 1995 | "Fruto Especial"                            | Volume 2                      |
| 1995 | "Faz de Conta"                              | Volume 2                      |
| 1996 | "Goiás é Mais"                              | Volume 2                      |
| 1997 | "Acorrentado em Você"                       | Acorrentado em Você           |
| 1997 | "Te Amo e Não Te Quero"                     | Acorrentado em Você           |
| 1998 | "Apenas um Sorriso"                         | Acorrentado em Você           |
| 1998 | "Vem Me Buscar"                             | Acorrentado em Você           |
| 1998 | "Preciso Amar de Novo"                      | Viagem                        |
| 1998 | "Homem do Meu Tempo"                        | Viagem                        |
| 1998 | "Meu Segredo"                               | Viagem                        |
| 1999 | "Machuca Demais"                            | Viagem                        |
| 1999 | "Vida Vazia"                                | Cilada de Amor                |
| 1999 | "Feriado Nacional"                          | Cilada de Amor                |
| 1999 | "Agarrada em Mim"                           | Cilada de Amor                |
| 1999 | "Só Sei Te Amar"                            | Cilada de Amor                |
| 2000 | "Como Eu Te Amo"                            | Cilada de Amor                |
| 2000 | "Vivendo de Passado"                        | Paixão Demais                 |
| 2000 | "Passou da Conta"                           | Paixão Demais                 |
| 2000 | "Por Um Minuto"                             | Paixão Demais                 |
| 2001 | "Meu Jeito de Sentir"                       | Paixão Demais                 |
| 2001 | "Dormi na Praça" (Ao Vivo)                  | Acústico ao Vivo              |
| 2001 | "Amor de Carnaval"                          | Acústico ao Vivo              |
| 2001 | "Programa de Fim de Semana"                 | Acústico ao Vivo              |
| 2002 | "Um Bom Perdedor"                           | Acústico ao Vivo              |
| 2002 | "A Solidão é Uma Ressaca"                   | Acústico ao Vivo              |
| 2002 | "Usted"                                     | Minha Vida, Minha Música      |
| 2002 | "Bijuteria"                                 | Minha Vida, Minha Música      |
| 2002 | "Agora Vai"                                 | Sonhos Planos e Fantasias     |
| 2002 | "Menina"                                    | Sonhos Planos e Fantasias     |
| 2003 | "Credo em Cruz, Ave Maria"                  | Sonhos Planos e Fantasias     |
| 2003 | "Então Pode Ir"                             | Sonhos Planos e Fantasias     |
| 2003 | "Ligação Urbana"                            | Sonhos Planos e Fantasias     |
| 2003 | "Vai Dar Namoro"                            | Inevitável                    |
| 2003 | "Pra Lá Que Eu Vou"                         | Inevitável                    |
| 2004 | "Inevitável"                                | Inevitável                    |
| 2004 | "Doce Desejo" (part. Cláudia Leitte)        | Inevitável                    |
| 2004 | "Deixa"                                     | Inevitável                    |
| 2004 | "Se Não Tivesse Ido"                        | Inevitável                    |
| 2004 | "Será"                                      | Inevitável                    |
| 2004 | "Te Amar Foi Ilusão"                        | Bruno & Marrone ao Vivo       |
| 2005 | "Inevitável" (Ao Vivo)                      | Bruno & Marrone ao Vivo       |
| 2005 | "Quer Casar Comigo?"                        | Meu Presente é Você           |
| 2005 | "Por Que Choras?" (part. Banda Calypso)     | Meu Presente é Você           |
| 2005 | "Choram as Rosas"                           | Meu Presente é Você           |
| 2005 | "Que Pescar Que Nada"                       | Meu Presente é Você           |
| 2006 | "Por Te Amar Demais"                        | Meu Presente é Você           |
| 2006 | "Por Um Gole a Mais"                        | Meu Presente é Você           |
| 2006 | "Recaída"                                   | Sonhos, Amores e Sucessos     |
| 2006 | "Vê Se Toma Juízo"                          | Ao Vivo em Goiânia            |
| 2006 | "Amor de Ping Pong" (part. Edson & Hudson)  | Ao Vivo em Goiânia            |
| 2006 | "Marianne"                                  | Ao Vivo em Goiânia            |
| 2007 | "Não Posso Ter Medo de Amar"                | Ao Vivo em Goiânia            |
| 2007 | "Pra Não Morrer de Amor"                    | Acústico II - Bruno & Marrone |
| 2007 | "Abafa o Caso" (part. Alexandre Pires)      | Acústico II - Bruno & Marrone |
| 2007 | "Ficar Por Ficar"                           | Acústico II - Bruno & Marrone |
| 2008 | "Não Faz Mais Isso Comigo"                  | Acústico II - Bruno & Marrone |
| 2008 | "Coisa de Pele"                             | Acústico II - Bruno & Marrone |
| 2009 | "Não Tente Me Impedir"                      | De Volta aos Bares            |
| 2009 | "Amor Não Vai Faltar"                       | De Volta aos Bares            |
| 2009 | "Quem Tá Bebo, Quem Tá Bão"                 | De Volta aos Bares            |
| 2010 | "Pode Ir Embora"                            | De Volta aos Bares            |
| 2010 | "Sinônimo de Amor"                          | De Volta aos Bares            |
| 2010 | "Sou Eu"                                    | De Volta aos Bares            |
| 2010 | "Sonhando"                                  | Sonhando                      |
| 2011 | "Tentativas em Vão"                         | Sonhando                      |
| 2011 | "Amiga, Amante e Namorada"                  | Sonhando                      |
| 2011 | "Juras de Amor"                             | Juras de Amor                 |
| 2011 | "Parede de Vidro"                           | Juras de Amor                 |
| 2012 | "Já Não Sei Mais Nada"                      | Juras de Amor                 |
| 2012 | "Eu Não Vou Aceitar"                        | Pela Porta da Frente          |
| 2013 | "Vidro Fumê"                                | Pela Porta da Frente          |
| 2013 | "Você Me Vira a Cabeça"                     | Agora ao Vivo                 |
| 2014 | "Vou Te Amarrar na Minha Cama"              | Agora ao Vivo                 |
| 2015 | "Agora"                                     | Agora ao Vivo                 |
| 2015 | "Isso Cê Num Conta"                         | Isso Cê Num Conta             |
| 2016 | "Você Me Trocou" (com Chitãozinho & Xororó) | Clássico                      |
| 2017 | "Enquanto Eu Brindo Cê Chora"               | Ensaio                        |
| 2017 | "Na Conta da Loucura"                       | Ensaio                        |
| 2018 | "Sua Melhor Versão"                         | Ensaio                        |
| 2018 | "Beijo de Varanda"                          | Ensaio                        |
| 2019 | "Deja" (part. Edith Márquez)                | La Pelicula                   |
| 2019 | "Surto de Amor" (part. Jorge & Mateus)      | Studio Bar                    |
| 2019 | "Show de Recaída"                           | Studio Bar                    |
| 2020 | "Quatro Fases"                              | Studio Bar                    |
| 2021 | "Último Beijo" (part. Wesley Safadão)       | Último Beijo                  |
| 2021 | "Coração de Isca"                           | Último Beijo                  |

### Como artista convidado
| Ano  | Single                                            | Álbum                                       |
| ---- | ------------------------------------------------- | ------------------------------------------- |
| 2023 | "Com Qual Carícia" (Daniel part. Bruno & Marrone) | Daniel 40 Anos: Celebra João Paulo & Daniel |